# Molophilus hecate
Molophilus hecate är en tvåvingeart som beskrevs av Alexander 1971. Molophilus hecate ingår i släktet Molophilus och familjen småharkrankar. Inga underarter finns listade i Catalogue of Life.